# تمر المجهول

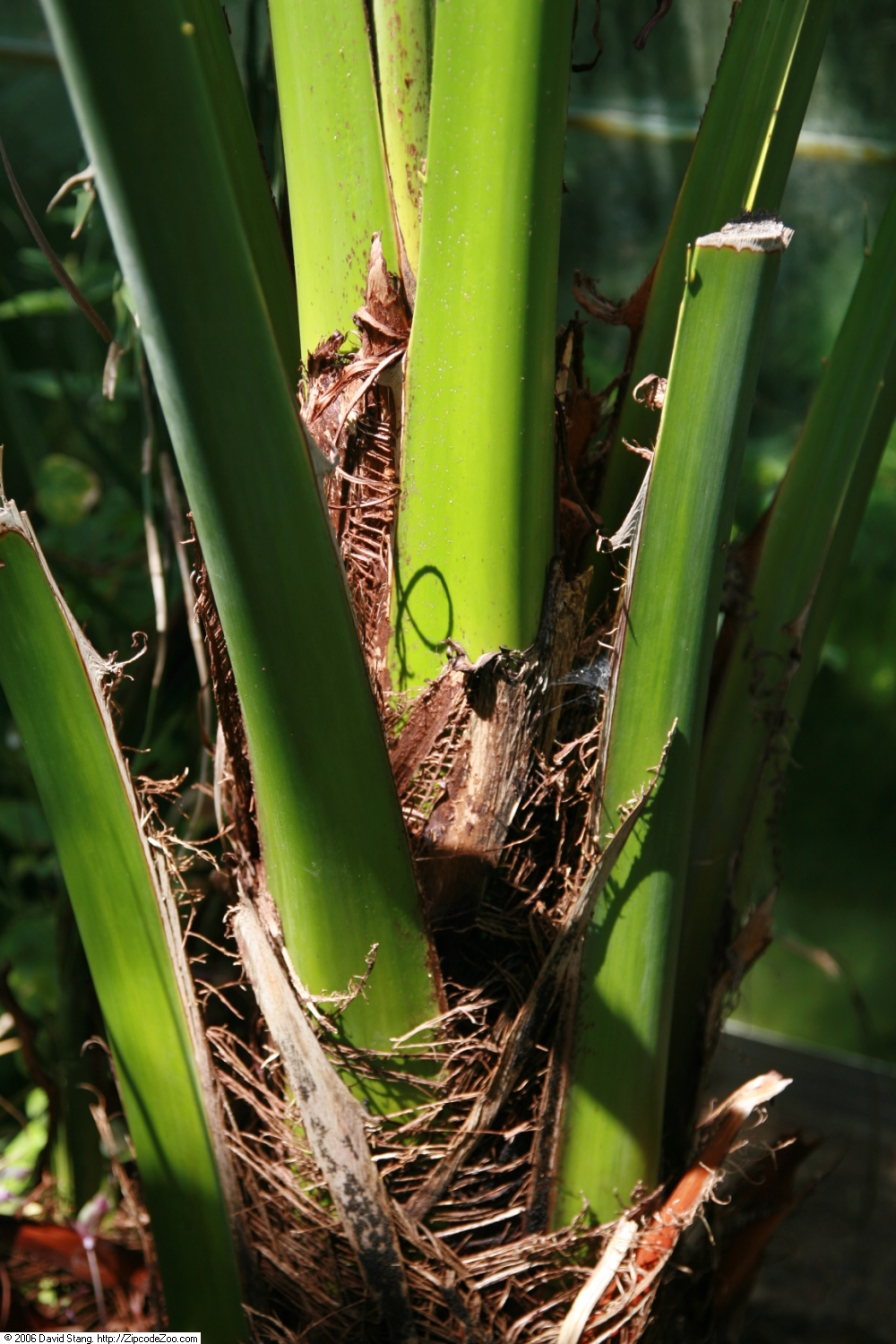
شجرة المجهول

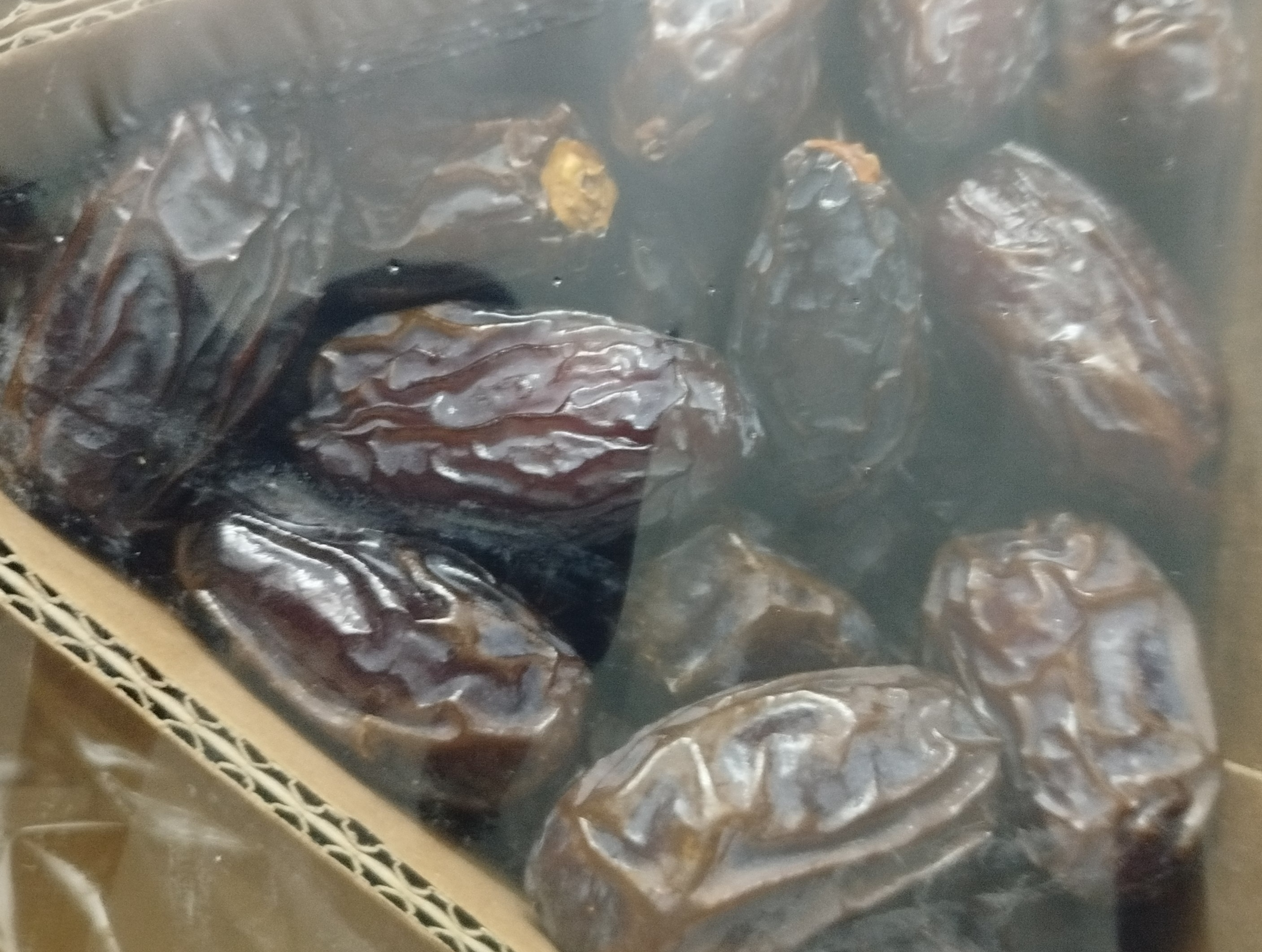
تمر مجهول، من أجود أنواع التمر ويلقب ملك التمور

تمر المجهول هو أرفع أنواع التمر المشهورة، لدرجة أنه يلقب باسم: ملك التمور. أصله واحات تافيلالت في الجنوب الشرقي من المغرب. لونه يُراوح من برتقالي بني إلى بني غامق، كبير جدًا في الحجم، مستدير إلى بيضاوي، سمين، ناعم وحلو جدًا.

## التاريخ
يأتي هذا التنوع في الأصل من بساتين النخيل في منطقة الرشيدية. ينتج الصنف ثمارًا حجمها ثلاثة أضعاف في المتوسط  ويوصف بأنه ملكة التمر.
بعد وباء مدمر في القرن العشرين، ذبول الفيوزاريوم (مرض البيوض)، فقدت عدة ملايين من الاشجار وتعرض الصنف للخطر.
نقل مزارع أمريكي المجهول إلى الولايات المتحدة في عام 1927. واستورد أحد عشر نوعا من التمور من منطقة بودنيب بمحافظة الراشيدية إلى كليفرنية. اختيرت الفروع المستوردة بعناية، من الأماكن التي لم تتأثر أبدًا بذبول الفيوزاريوم. وحُرّف الاسم أثناء عبور المحيط الأطلسي وأصبح يعرف بالمدجول في أمريكا (بالانجليزية medjool).
خلال 87 عاما من وجودها في كليفرنية لم تأثر تمور المجهول بمرض البيوض واستمرت في الازدهار والتطور.وأصبحت اليوم تنافس المجهول المغربي. في السبعينيات، استوردت الوكالة اليهودية بعضا منها للزراعة في وادي عربة، وبدأوا في تصديرها إلى أوروبا منذ التسعينيات.
سنة 2009, أصبحت المنطقة المزروعة في المغرب بنخيل المجهول تضم 17 جماعة ترابية، وتضم أزيد من 110000 نخلة، مع إنتاج بمعدل 1850 طن في السنة

## استعمال

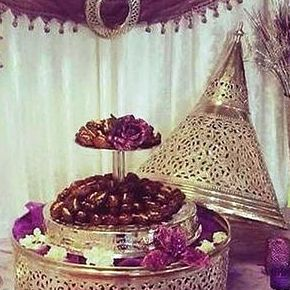
تقديم تمر المجهول في حفل زفاف

يحظى المجهول بتقدير كبير في الحفلات وحفلات الزفاف في المغرب وبين المغاربة في المهجر، وغالبًا ما يُقدم المجهول محشوًا باللوز أو معجون اللوز الحلو.

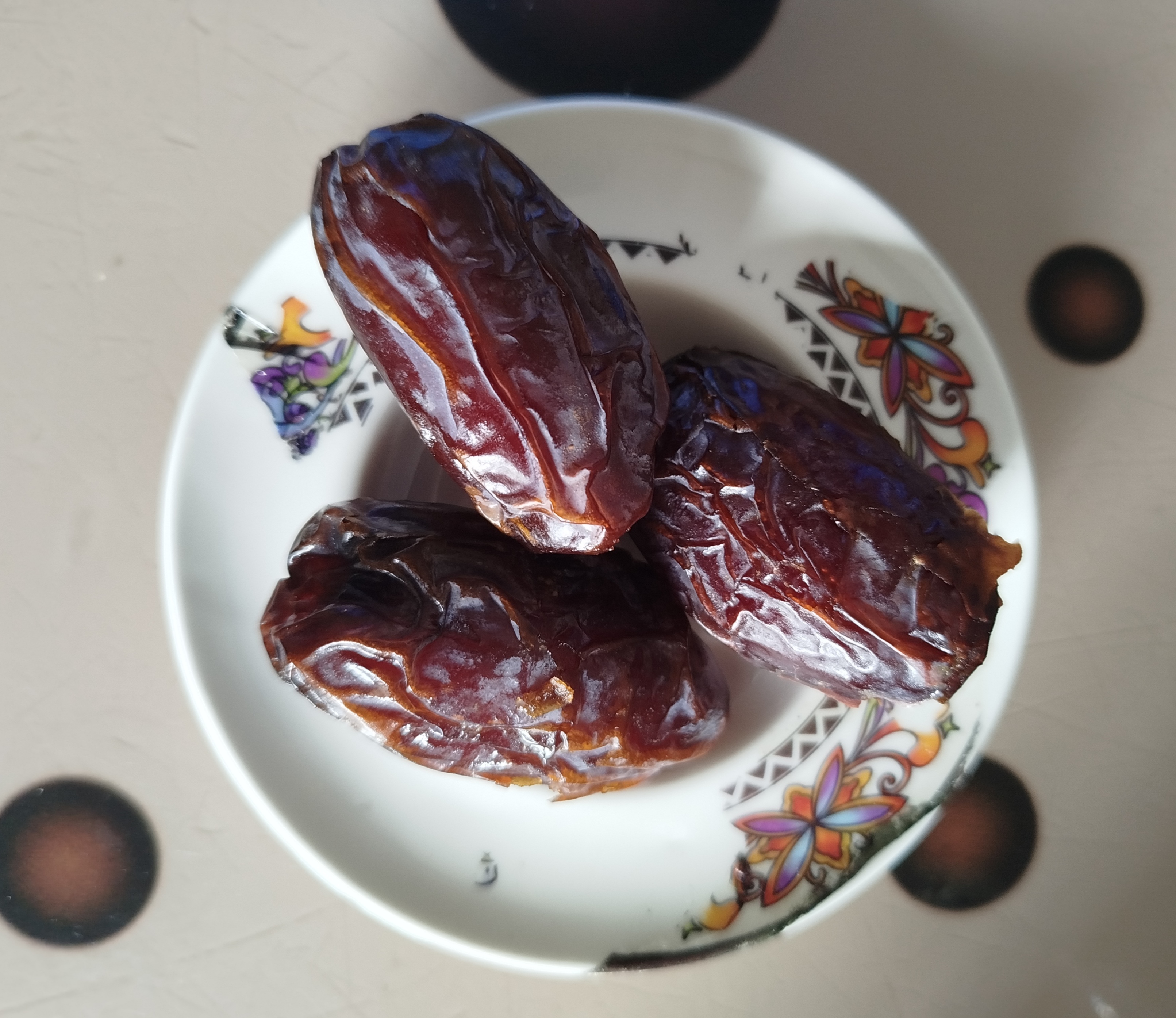
حبات تمر مجهول

كما أنها تحظى بشعبية كبيرة عند الإفطار خلال شهر رمضان المبارك.
بالإضافة إلى ذلك، خلال الاحتفالات الرسمية، غالبًا ما يقدم المضيف ترحيبًا في استقبال الضيوف، كوبًا من الحليب مع تمر المجول.
سعره حوالي 150 درهم للكيلوغرام في المغرب (حوالي 15 دولار).